# Andreas Metzler

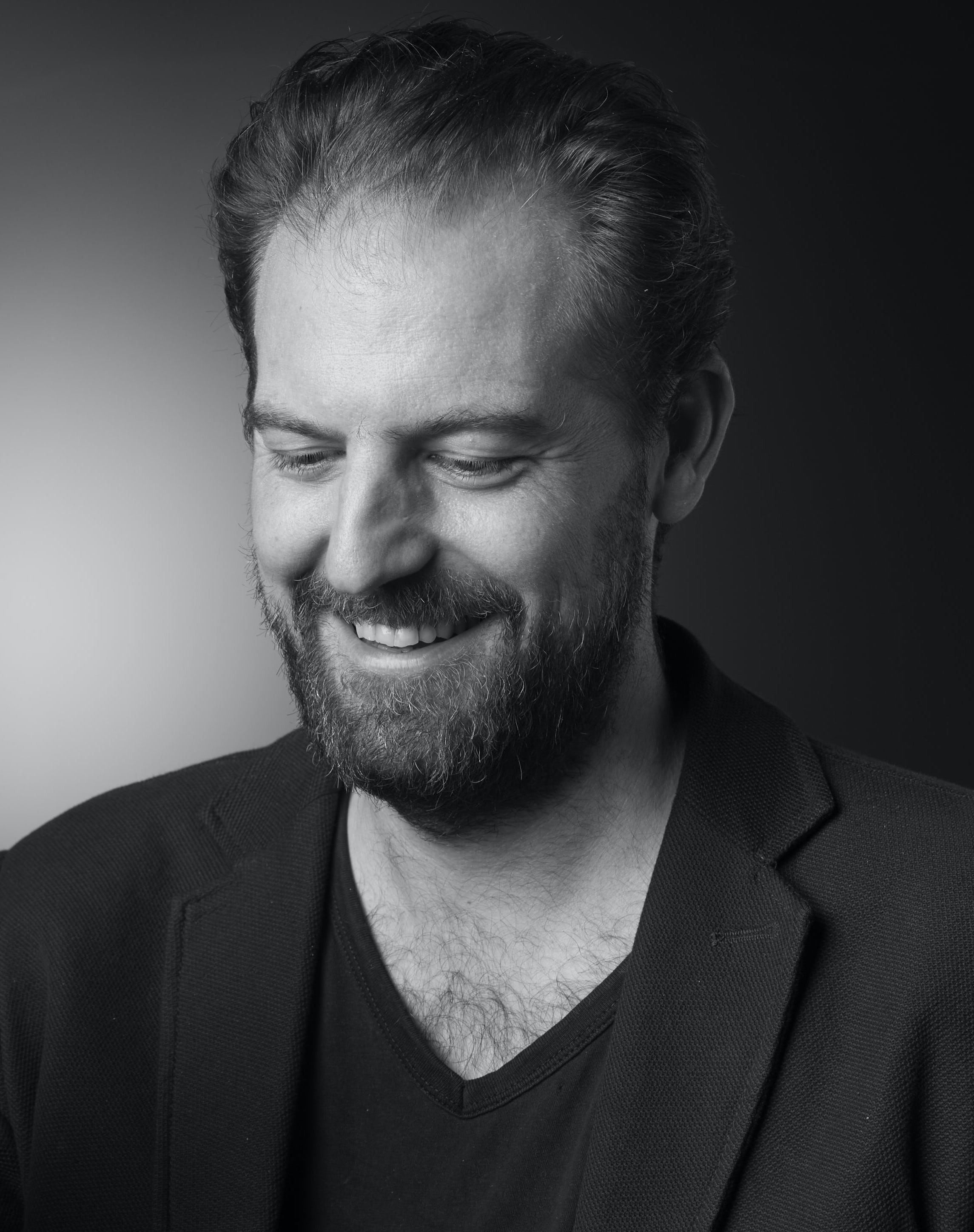
Andreas Metzler

Andreas Metzler (* 1974 in Bern) ist ein deutscher Jazz-Kontrabassist und Komponist.

## Leben und Wirken
Metzler wuchs in Konstanz auf, wo er die Musikschule besuchte. Später studierte er Jazz-Kontrabass am Conservatorium van Amsterdam. In den 1990er Jahren lebte er in Hamburg und spielte dort häufig mit dem TonArt Ensemble, unter anderem mit Heiner Metzger und Peter Niklas Wilson.
2004 erreichte er mit eigenen Kompositionen das Semi-Finale der Dutch Jazz Competition. In Amsterdam formierte er 2002 das New Solutions Quartet, in dem hauptsächlich seine eigenen Kompositionen gespielt wurden (unter anderem mit Guillermo Celano an der Gitarre, Marcos Baggiani am Schlagzeug, Benjamin von Gutzeit an der Bratsche oder Paul van der Feen am Saxophon). Mit Guillermo Celano, Iman Spaargaren und Jurjen Bakker gründete er die Band Thelonious 4, die ausschließlich die Musik von Thelonious Monk interpretierte und drei CDs aufnahm, davon eine mit Tony Miceli am Vibraphon, mit dem sie unter anderem in New York und Philadelphia spielten. Im Duo Macrocosmos mit dem niederländischen Gitarristen Thomas Hilbrandie widmete er sich Bearbeitungen aus Béla Bartóks Mikrokosmos und Kompositionen von Erik Satie.
2009 formierte Metzler mit Patrick Manzecchi die Band Native City, in der später der Pianist Felix Otterbeck seinen festen Platz fand und die mit Gastsolisten wie David Friedman oder David Golek konzertierte.
2010 begann Metzler mit dem Solo-Projekt Bassolutions, in welchem er auch Loops und Effektgeräte verwendet und zwei Alben aufnahm. Bis 2015 lebte und arbeitete er in Amsterdam bevor er nach Istanbul übersiedelte. In Istanbul trat er in verschiedenen Formationen mit Okay Temiz (Oriental Wind, Crosswind Trio, Cosmic Tunnels) auf, im Crosswind Trio mit Temiz und François Lindemann, sowie mit David Friedman, Cyril Régamey und Moncef Genoud. 2022 wirkte Metzler auf dem Album Suite Stanpolites des türkischen Pianisten und Komponisten Evrim Demirel mit. Im Rahmen des Istanbul International Jazz Festival 2023 trat Metzler mit Lindemanns Projekt Another Bitches Brew auf.
Metzler konzertierte außerdem unter anderem mit Gary Smulyan, Dick Oatts, Robin Eubanks, Jim Hartog, John Engels, Hein van der Gaag, Lils Mackintosh, Saskia Laroo und Michiel Borstlap.

## Diskografie
Mit Thelonious 4
- Thelonious 4 Meets Tony Miceli. Mit Tony Miceli, Iman Spaargaren, Guillermo Celano, Jurjen Bakker (Dot Time Records; 2012)

- Thelonious 4. Mit Iman Spaargaren, Guillermo Celano, Jurjen Bakker (2008)
- Thelonious 4: Live at the Hot House. Mit Iman Spaargaren, Guillermo Celano, Jurjen Bakker (Ladwig Jazz Records; 2010)

Mit Macrososmos
- Bela Bartok Vol.1 Mit Thomas Hilbrandie (2014)
- Erik Satie Vol.2 Mit Thomas Hilbrandie (2016)

Mit Bassolutions
- New Solution solo (2010)
- Bepob solo (2015)

Mit Raisa
- Sneak Preview. Mit John Ligthart und Bart Rozemeyer (2004)
- Raisa Is Back in Town. Mit Benni von Gutzeit, John Ligthart, Bart Rozemeyer (2006)
- Charlie’s Tiger. Mit Lils Mackintosh, Natalio Sued, David Golek, Bart Rozemeyer (2010)

Sonstige
- the trio S.E.A.: Song of Water. Mit Sewoon Kim und Emanuel Donadelli (Seba; 2002)
- Retroactive: Music for Bass and Piano. Mit Dirk Flatau (2004)
- Andreas Metzler’s New Solutions Quartet. Mit Benni von Gutzeit, Guillermo Celano, Marcos Baggiani (2006)
- Duoduo: We see. (2007, mit Florian Hierdeis)
- Evrim Demirel: Suite Stanpolites (Stichting Donemus Beheer; 2022)